# Полисомнография

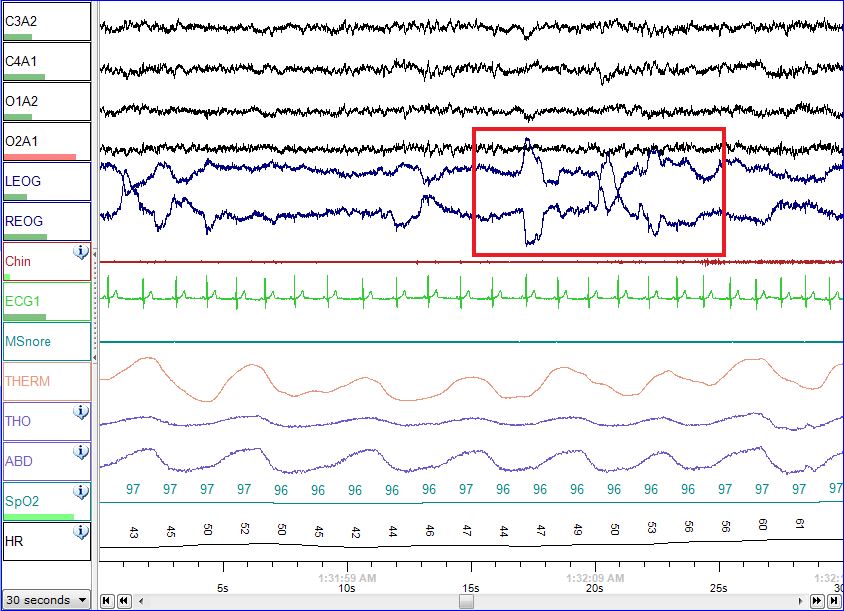

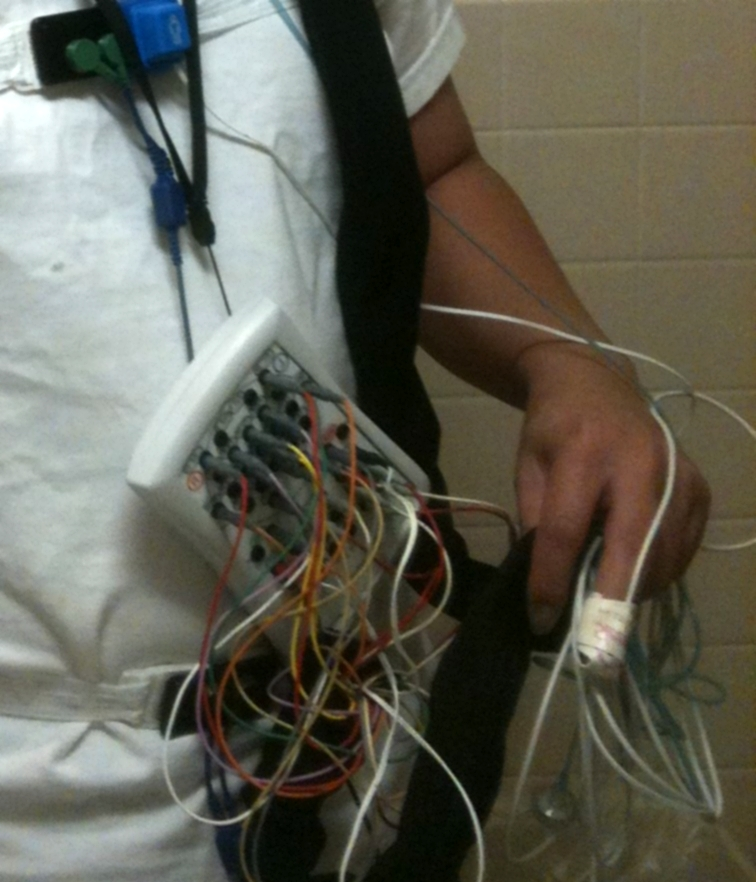
Соединения проводов полисомнографии на взрослом пациенте

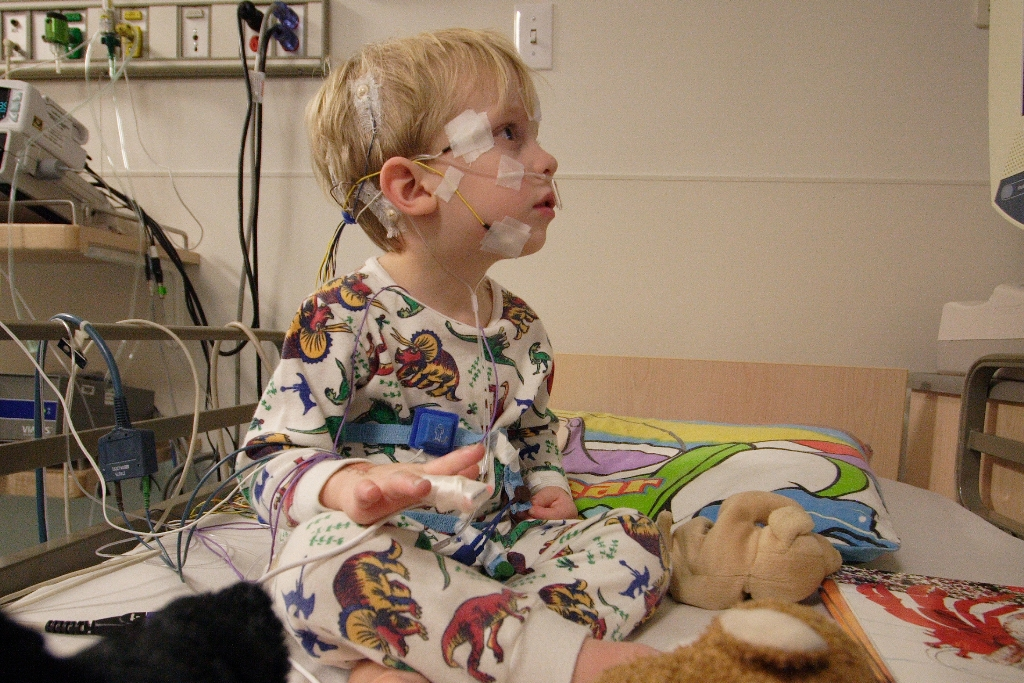
Педиатрическая полисомнография пациента

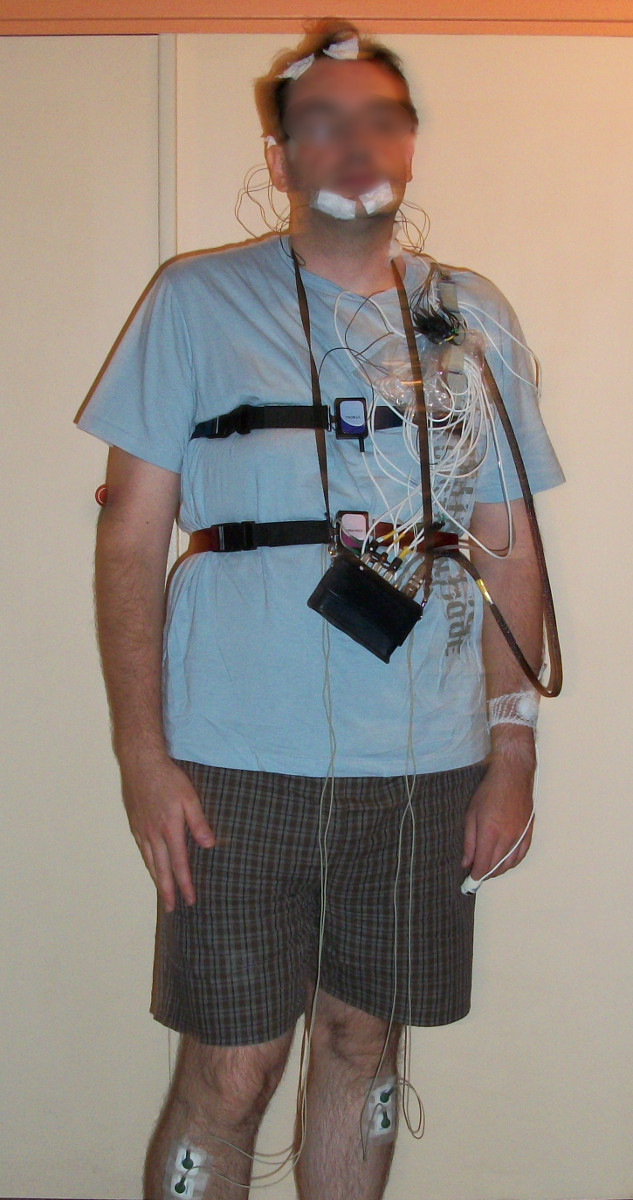
Взрослый пациент, оборудованный для амбулаторной диагностики

Полисомногра́фия — исследование сна пациента с использованием специализированных компьютерных комплексов.

## Принцип работы
Регистрируются различные показатели спящего, подключённого к аппаратам, которые записываются на компьютер. Регистрируемые параметры: храп, дыхательный поток, дыхательные движения брюшной стенки и грудной клетки, сатурация периферической крови кислородом, положение тела, электроэнцефалограмма, электрокардиограмма, электромиограмма, электроокулограмма, движения ног, видеозапись сна.
После записи показателей начинается обработка данных. Результатом является гипнограмма — кривая, содержащая информацию о структуре сна, качестве и количестве его стадий и фаз. Изучение полученных данных помогает специалисту выявить причины нарушения сна.